# 리얼 데스크톱 인프라스트럭처
RDI는 Real Desktop Infrastructure 의 약자로서 DaaS에 대응하는 물리적 데스크탑 인프라를 의미한다.
일반적인 데스크탑 PC를 가상화 환경으로 제공하는 VDI (Virtual Desktop Infrastructure) 와 반대되는 개념이며 서비형 데스크탑 방식인 DaaS(Desktop as a Service) 에 대응하는 새로운 개념의 데스크탑 제공 방법이다.
기존의 DaaS를 사용자 입장에서 보면 원격으로 제공하는 데스크탑이 가상머신 인지 물리머신인지에 상관없이 원격 접속 서비스로 제공되기만 하면 동일한데도 불구하고 가상머신에 대한 원격 접속으로 의미가 축소되어 있다.
대한민국의 벤처기업인 주식회사 트루네트웍스 가 제안한 개념이며, 동사가 개발한 누크서버(NUC server) 솔루션을 DaaS 로 활용하기 위해 고안되었다.
기존의 VDI 와 거의 동일한 구조로 구성되지만 가상머신 대신 실제 고집적 물리적 데스크탑 을 사용자에게 원격으로 제공하기 때문에 비교적 성능이 낮은 가상머신에 비해 사용자 데스크에 설치하는 데스크탑 PC와 동일한 성능을 제공한다.

## 참고자료
1. 조선닷컴 국내 업체, 물리적 데스크톱 기반의 DaaS(Desktop as a Service) 솔루션 특허출원
2. 데이터넷 데스크톱 가상화만 유일한 DaaS 솔루션은 아니다